# Kovács Lehel (színművész)
Kovács Lehel (Horgos,  Jugoszlávia [ma Szerbia], 1982. október 6. –) magyar színész, rendező.

## Életút
Tizennégy éves koráig szülőhelyén, a határközeli Horgoson élt. A Pöttöm Színpad tagjaként bizonyíthatta először tehetségét.
A Színház- és Filmművészeti Egyetemen első próbálkozása Marton Lászlónál sikertelen volt. Egy évet a Keleti István Művészeti Iskolában töltött el. 2002–2006 között a Színház- és Filmművészeti Egyetem hallgatója; 2006-2021 között a Katona József Színház tagja volt. 2023-tól a kecskeméti Katona József Színház tagja. 2024-től a színház művészeti vezetője. Rendezéssel is foglalkozik.

### Magánélete
Felesége Mórocz Adrienn bábszínésznő, két kislányuk van.

## Szerepeiből

### Színház
Az egyetemen
- Euripidész: 
  - Élektra... Oresztész
  - Hippolütosz... Hírnök

A „Katonában”
- Forgách András: A kulcs... fiú
- Anamnesis
- Shkespeare: 
  - Szentivánéji álom
  - Macbeth... Malcolm
  - Minden jó, ha vége jó... Betram
- Szophoklész: Trakhiszi nők... Hüllosz
- Vvegyenszkij: Ivanovék karácsonya
- Weöres Sándor: Kétfejű fenevad... Ambrus
- Georg Büchner-Tom Waits: Woyzeck... Andres
- Peter Weiss: M/S... Marat
- Ferdinand von Schirach: Terror... Lars Koch, vádlott
- Günter Grass: Bádogdob
- Puskin: Borisz Godunov... Grigorij

Vendégként
- Táp Színház
  - Clübb bizárr örfeüm
  - Káosz 2
  - Minden Rossz Varieté
  - NAGY Színészverseny
  - TÁP Varieté
- Madách Színház
  - Terry Johnson: Diploma előtt... Benjamin
- Szegedi Nemzeti Színház
  - Mika Myllaho: Pánik, avagy férfiak az idegösszeomlás szélén... Lehel, műsorvezető

Kecskeméti Katona József Nemzeti Színház
- Patricia Highsmith: A tehetséges Mr. Ripley... Freddie Miles, és mások
- Anton Pavlovics Csehov: Három nővér... Andrej Szergejevics Prozorov
- Henry Lewis–Jonathan Sayer–Henry Shields: Ma este megbukunk... Róbert ő játssza Thomas Colleymoore-t
- Agatha Christie: Az Ackroyd-gyilkosság... Dr. James Sheppard a helyi orvos